# Магдалена Сибілла Бранденбург-Байройтська
Магдалена Сибілла Бранденбург-Байройтська (нім. Magdalena Sibylle von Brandenburg-Bayreuth, 1 листопада 1612 — 20 березня 1687) — бранденбурзька принцеса з династії Гогенцоллернів, дружина курфюрста Саксонії Йоганна Георга II.

## Біографія
Народилась 1 листопада 1612 року у Байройті. Була четвертою дитиною та третьою донькою в родині маркграфа Байройту Крістіана та його дружини Марії Прусської. Мала старшу сестру Анну Марію. Інші діти померли немовлятами до її народження. Згодом сімейство поповнилося п'ятьма молодшими дітьми, з яких вижили сини Ердман Август та Георг Альбрехт. Резиденцією сім'ї був Байройтський замок.
У 26 років Магдалена Сибілла стала дружиною 25-річного курпринца Саксонії Йоганна Георга, який доводився їй кузеном. Весілля пройшло 13 листопада 1638 у Дрездені. У подружжя з'явилося троє дітей. Мала дружні стосунки зі шведською королівською сім'єю і в 1639 році своїм листом шведському воєначальнику зуміла захистити від руйнування саксонське місто Пірна.
У жовтні 1656 року чоловік Магдалени Сибілли став правлячим курфюрстом Саксонії, а сама вона — курфюрстіною-консортом. Правління ознаменувалося економічним відновленням країни після Тридцятилітньої війни. В той же час приділялось багато уваги розвитку культури. Дрезден став європейським центром мистецтва і музики, особливо релігійної. Так, був відроджений дрезденський придворний оркестр, до Саксонії були запрошені численні музики з Італії. Двір відзначався пишністю, проводились численні святкування. Значні витрати спричинили у 1660 році загрозу банкрутства країни. Це призвело до політичної залежності Саксонії від французького короля Людовіка XIV, який виплачував великі субсидії курфюрсту. Втім, після смерті Йоганна Георга у 1680 році, все одно залишились численні борги.
Магдалена Сибілла після смерті чоловіка жила у своїх удовиних резиденціях у Фрайберзі та Кольдіці. Також відвідувала Дрезденський палац. Її син, ставши курфюрстом, вдвічі скоротив розмір двору і всіляко намагався економіти на будівництві та святкових заходах, створивши натомість постійну армію. Внутрішньою політикою він нехтував, віддаючи перевагу війні та полюванню, наслідком чого став надзвичайний розвиток корупції.
Курфюрстіна пішла з життя 20 березня 1687 року у Дрездені. Була похована поруч із чоловіком у північній каплиці Фрайберзького собору.

## Родина
Чоловік — Йоганн Георг, курпринц Саксонії
Діти:
- Сибілла Марія (1642—1643) прожила 5 місяців;
- Ердмута Софія (1644—1670) — дружина маркграфа Бранденбург-Байройта Крістіана Ернста, дітей не мала;
- Йоганн Георг (1647—1691) — курфюрст Саксонії у 1680—1691 роках, був одружений із данською принцесою Анною Софією, мав двох законних синів та одного позашлюбного.